# Birken (Much)
Birken ist ein Ortsteil der Gemeinde Much im Rhein-Sieg-Kreis.

## Lage
Birken liegt auf den Hängen des Bergischen Landes an der Landesstraße 312. Nachbarorte sind Eckhausen im Nordosten und Springen im Norden.

## Geschichte
Der Ort wurde 1280 als zur der Birken erstmals urkundlich erwähnt.
1830 hatte Birken 38 Bewohner.
1901 hatte der Weiler 24 Einwohner. Als Familien waren hier damals sesshaft die Ackerer Roland Büscher, Joh. Theodor Bungart, Heinrich Gräf, Witwe Peter Josef Miebach, Witwe Peter Josef Schmitz und Joh. Schneider.